# Калмицький інститут гуманітарних досліджень РАН

Калмицький інститут гуманітарних досліджень РАН — науково-дослідницький інститут Російської академії наук, що займається калмиковеденням.

## Історія
Інститут був заснований в 1941 і до 1999 називався як «Калмицький науково-дослідницький інститут мови, літератури та історії». Першим директором інституту до 1943 був заслужений діяч науки Калмицькій АРСР Іван Кузнецовіч Ілішкін. У 1980-х називався Коломацький НДІ ІФЕ "Коломацький науково-дослідницький інститут історії, філології та економіки".
31 травня 1941 засідання Ради Народних Комісарів Калмицькій АРСР ухвалило рішення «Про відкриття науково-дослідного інституту мови, літератури та історії Калмицой АРСР». Дослідженням в цей час в інституті займалися професор Б. К. Пашков, кандидати філологічних наук Ц. Д. Номінханов і І. К. Ілішкін. У 1943 діяльність інституту була припинена в зв'язку з депортацією калмиків і скасування Калмицькій АРСР.
У 1957 діяльність інституту була відновлена. У повоєнний час в калмицьких НДІ мови, літератури та історії працювали калмицькі вчені Церен-Дорджи Номінханов, Дорджи Павлов, Урубжур Ерднієв, Анатолій Кичик.

## В даний час
У 1999 Калмицький НДІ мови, літератури та історії був включений до складу Російської академії наук і був перейменований в Калмицький інститут гуманітарних досліджень.
Інститут складається з відділів:
- відділ історії і археології;
- відділ літератури, фольклору та джангароведенія;
- відділ писемних пам'яток і буддології;
- відділ мовознавства;
- відділ соціально-політичних і екологічних досліджень;
- відділ етнології;
- лабораторія науково-технічного та інформаційного забезпечення;
- наукова бібліотека;
- науковий архів;
- Музей традиційної культури імені Зая-Пандіта КІГД РАН

Інститут видає журнал «Вісник КІГД РАН», раніше видавав також наукові альманахи «Вчені записки», «Етнографічні звістки», «Філологічні звістки»

## Відомі співробітники
- Кичик, Анатолій Шалхаковіч (1921-1998) — завідувач Секції Джангароведення (1966-1991), лауреат Державної премії Калмикії імені О. І. Городвікова
- Горіхів, Іван Іванович — заступник директора з 1965 по 1975
- Пашков, Борис Клементьевіч (1891-1970) — директор з 1957 по 1959, Заслужений діяч науки РРФСР
- Максимов, Костянтин Миколайович — завідувач сектором історії з 1999, заслужений діяч науки РФ, доктор історичних наук, професор
- Цуцкін, Євген Васильович (1948-2014) — кандидат географічних наук, завідувач сектором археології з 1980 по 1999